# Малые Бубны
Малые Бубны (укр. Малі Бубни) — село,
Малобубновский сельский совет,
Роменский район,
Сумская область,
Украина.
Код КОАТУУ — 5924186101. Население по переписи 2001 года составляло 447 человек .
Является административным центром Малобубновского сельского совета, в который, кроме того, входит село
Бацманы.

## Географическое положение
Село Малые Бубны находится на правом берегу реки Олава,
выше по течению на расстоянии в 2 км расположено село Бацманы,
ниже по течению на расстоянии в 2,5 км расположено село Ярмолинцы,
на противоположном берегу — село Крапивинцы.
По селу протекает пересыхающий ручей с запрудой.
Рядом проходит автомобильная дорога Н-07.
Вокруг данного села много газовых и нефтяных скважин.

## История
- Село Малые Бубны известно с конца XVI века.

Между Великими и Малыми Бубнами находился зверинец, с поселениями для охотников княжеских, которые во время охоты в лесах били в бубны (бубонили), выгоняя зверей при облавах, что, по всей видимости, и дало название этим сёлам.

## Экономика
- Молочно-товарная ферма.
- Кооператив «им. Браташа».

## Объекты социальной сферы
- Дом культуры.
- Два магазина.